# The Dream of Gerontius
The Dream of Gerontius (Sen Gerontiusza), popularnie zwane Gerontius – oratorium (Opus 38) Edwarda Elgara w dwóch częściach. Zostało napisane w 1900 do libretta kardynała Johna Henry'ego Newmana. Tekst oratorium opowiada o podróży duszy pobożnego Gerontiusa ze świata żywych przed oblicze Boga. Utwór uznawany jest za jedno z najwybitniejszych dzieł brytyjskiego kompozytora.
Pierwsze publiczne wykonanie odbyło się 3 października 1900 w Birmingham Town Hall.